# پادشاهی کوبا
پادشاهی کوبا (انگلیسی: Kuba Kingdom) یا پادشاهی باکوبا یک پادشاهی پیشااستعماری در مرکز آفریقا بود. این پادشاهی در سده‌های ۱۷ و ۱۹ میلادی در منطقه‌ای محصور بین رودهای سانکورو، لولوا و کاسای که امروزه در جنوب‌شرقی جمهوری دموکراتیک کنگو واقع شده، رونق داشت. در این پادشاهی، مراسمی با نام جشن نقاب‌پوشان برگزار می‌شد.